# Agustín Guillamón
Agustín Guillamón Iborra, né en 1950 à Barcelone, est un historien espagnol.
Spécialiste de la Révolution sociale espagnole de 1936 et de l'histoire de l'anarchisme, il collabore à de nombreux titres de la presse libertaire et anarcho-syndicaliste.

## Biographie
Agustín Guillamón obtient une licence d'histoire contemporaine à l'Université de Barcelone.
À partir de 1993, il dirige la revue Balance. Cuadernos de historia ("Bilan. Cahiers d'histoire") qui traite de l'histoire du mouvement ouvrier révolutionnaire.

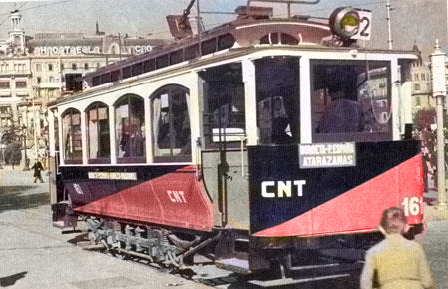
Un tramway de Barcelone repeint en rouge et noir par la CNT lors de la révolution sociale espagnole de 1936. La ville est alors sous contrôle des anarchistes. (Photo colorisée).

Guillamón a publié plusieurs livres sur la Révolution sociale espagnole de 1936, en particulier une tétralogie intitulée Hambre y violencia en la Barcelona revolucionaria ("Faim et violence dans la Barcelone révolutionnaire") :
1. La revolución de los comités. De julio a diciembre de 1936
2. La guerra del pan. De diciembre de 1936 a mayo de 1937
3. Insurrección. Las sangrientas jornadas del 3 al 7 de mayo de 1937
4. La represión contra la CNT y los revolucionarios. De mayo a septiembre de 1937

Guillamón a participé à l'édition des œuvres complètes de Grandizo Munis et il a été conseiller historique du film documentaire Munis. La Voz de la Memoria (2011). Il a aussi participé au Manifiesto. Combate por la historia (1999) et dans l'élaboration de plusieurs entrées des livres collectifs La Barcelona rebelde (2003), Momentos insurreccionales. Revueltas, algaradas y procesos revolucionarios (2006) et Per canviar-ho tot (2014).
Il a écrit une préface au livre de Mary Low, Cuaderno rojo de Barcelona (2001). Il est aussi l'auteur de nombreux articles et il tient une rubrique mensuelle, "Diccionari militant", dans la revue Catalunya publiée par la Confederación General del Trabajo (CGT).

## Publications

Logo de la Confédération générale du travail (Espagne).

- Documentación histórica del trosquismo español. De la guerra civil a la ruptura con la IV Internacional, 1996.
- (en) The Friends of Durruti Group, AK Press, 1996.
- Barricadas en Barcelona, 2007, traduit en français, Spartacus, 2009.
- Los Comités de Defensa de la CNT en Barcelona, Aldarull, 2011, traduit en anglais, italien et français (Coquelicot, 2014).
- La revolución de los comités. Hambre y violencia en la Barcelona revolucionaria. De julio a diciembre de 1936, Aldarull/El grillo libertario, 2012.
- El terror estalinista en Barcelona (1938), Aldarull/Dskntrl, 2013.
- Los Amigos de Durruti. Historia y antología de textos, Aldarull/Dskntrl, 2013.
- La guerra del pan. Hambre y violencia en la Barcelona revolucionaria. De diciembre de 1936 a mayo de 1937, Aldarull/Dskntrl 2014.
- La represión contra la CNT y los revolucionarios. Hambre y violencia en la Barcelona revolucionaria. De mayo a septiembre de 1937, Descontrol, 2015.
- Insurrección. Las sangrientas jornadas del 3 al 7 de mayo de 1937. Hambre y violencia en la Barcelona revolucionaria, Ediciones Descontrol, Barcelona, 2017
- Nacionalistas contra anarquistas en la Cerdaña (1936-1937), Descontrol Editorial, Barcelona, 2018.
- La matanza del cuartel Carlos Marx, Bellaterra, mayo de 1937, Calumnia Edicions, 2020.
- La Revolución Rusa. Una interpretación crítica y libertaria, Descontrol, 2020.
- Ecos y pasos perdidos de Juan García Oliver, Calumnia Edicions, 2021.
- Durruti sin mitos ni laberinto, Sueños de sabotaje, 2022.
- CNT vs AIT. Los comités superiores cenetistas contra la oposición revolucionaria interna e internacional (1936-1939), Descontrol, 2022.
- Amadeo Bordiga en el Partido comunista de Italia, Hermanos Bueso, 2024.  (ISBN 9789200900785)

### En français
- Le groupe franco-espagnol « Les Amis de Durruti », trad. Michel Roger, La Lettre Internationaliste, n°10, novembre 2008, La Bataille socialiste, lire en ligne.

- Barricades à Barcelone. La CNT de la victoire de juillet 1936 à la défaite de mai 1937, Les Amis de Spartacus, 2009, lire en ligne.

- Portraits de militants révolutionnaires : G. Munis, Josep Rebull, Albert Masó, Jaime Fernández Rodríguez suivi de Le groupe franco-espagnol « Les Amis de Durruti », La Bataille socialiste, 2014, lire en ligne.

- André Prudhommeaux, Catalunya, Confédération générale du travail (Espagne), avril 2013, [lire en ligne].

- Les comités de défense de la CNT à Barcelone (1933/1938). Des cadres de défense aux comités révolutionnaires de quartier, aux patrouilles de contrôle et aux milices populaires, Toulouse, Éditions Le Coquelicot, coll. Les cahiers, n°7, 273 pages, 2014.

- Espagne 1937 : Josep Rebull, la voie révolutionnaire. Une critique d’Andreu Nin et de la direction du POUM, Éditions Spartacus. 2014, présentation en ligne.

- Barcelone Mai 1937, Éditions Syllepse, 2023.